# Иванов, Сергей Владимирович (поэт)
Сергей Владимирович Иванов (17 августа 1950, дер. Торбино, Окуловский район, Новгородская область, РСФСР — 13 января 2017, Новгород, Российская Федерация) — российский поэт и художник, председатель правления Новгородской областной организации Союза писателей Российской Федерации (2006—2009).

## Биография
В 1965 г. дебютировал в литературе. Окончил Высшую профсоюзную школу культуры в Ленинграде.
Работал музыкантом, учителем пения, режиссёром, художником-оформителем, преподавателем художественной школы, художником-постановщиком театральных коллективов, директором клуба и дома культуры.
Автор двух поэтических книг: «Мета» (1990) и «Ветер да поле» (2003). Его стихи публиковались в журналах «Роман-журнал XXI век», «Север», альманахе «Вече» и других изданиях. Участвовал в восьмом Всесоюзном совещании молодых писателей в Москве.
Член Союза писателей России. В 2006—2009 гг. — председатель правления Новгородского регионального отделения Союза писателей России. Одновременно вёл работу литературного объединения «Северный ветер» в Великом Новгороде.
Похоронен в посёлке Торбино Окуловского района.

## Награды и звания
Был награждён Бронзовой медалью ВДНХ СССР на Всесоюзной выставке изобразительного искусства (1986), медалью «За воинскую доблесть. В ознаменование 100-летия со дня рождения Владимира Ильича Ленина» (1970).